# Antirrhea geryon
Antirrhea geryon é uma borboleta neotropical da família Nymphalidae e subfamília Satyrinae, descrita em 1862 e que se distribui da Colômbia até o Equador. Visto por cima, o padrão básico da espécie apresenta asas de coloração castanha com uma série de três ocelos de coloração negra, com pontuações brancas em seu centro, em sequência e próximos à borda das asas anteriores. Asas posteriores com um padrão similar de ocelos (de coloração negra, com pontuações brancas) em sequência (na subespécie weymeri, descrita em 1998, o ocelo mais abaixo carece de pontuação branca). Os ocelos das asas anteriores e as pontuações das asas posteriores são margeados por uma tonalidade alaranjada. Vista por baixo, a espécie apresenta a padronagem de folha seca.

## Hábitos
São borboletas que se alimentam de frutos em fermentação e que possuem voo baixo[carece de fontes?], pousando em folhagem seca e plantas do solo das florestas. Segundo Heredia & Alvarez-Lopez (2004), as lagartas desta espécie foram encontradas em palmeiras (Arecaceae) do gênero Prestoea (Prestoea acuminata).

## Subespécies
Antirrhea geryon possui três subespécies:
- Antirrhea geryon geryon - Descrita por C. & R. Felder em 1862, de exemplar proveniente da Colômbia.
- Antirrhea geryon geryonides - Descrita por Weymer em 1909, de exemplares provenientes do Equador e Colômbia.
- Antirrhea geryon weymeri - Descrita por Salazar, Constantino & López em 1998, de exemplar proveniente da Colômbia.[6][7][8][9]